# 蓋恩斯伯勒 (英國國會選區)
蓋恩斯伯勒，英國國會一郡選區，位於林肯郡西北部，包括西林齊的全部和東林齊西北小部。

選區在林肯郡的位置

本區始設於1885年，1983至1997年間曾改為蓋恩斯伯勒和合恩塞（Gainsborough and Horncastle）。本區自1983年以來的當區議員為保守黨的愛德華·李。他在2010年大選中以49.3%選票成功連任。